# بيرت بلو
بيرت بلو (بالإنجليزية: Bert Blue) هو لاعب كرة قاعدة أمريكي، ولد في 9 ديسمبر 1877 في بيتسفيل في الولايات المتحدة، وتوفي في 2 سبتمبر 1929 في ديترويت في الولايات المتحدة.

## وصلات خارجية
- بيرت بلو على موقعبيزبول رفرنس.كوم (الدوري الرئيسي) (الإنجليزية)